# Lijst van artiesten die bij American Bandstand hebben opgetreden
Dit artikel bevat een lijst van gasten die in de een succesvolle televisieshow American Bandstand hebben opgetreden.

## 0-9
- ? and the Mysterians
- 'til Tuesday
- 1910 Fruitgum Company
- 9.9

## A
- a-ha
- Willie Aames
- ABBA
- ABC
- Bryan Adams
- Alabama
- Debbie Allen
- The Animals
- Paul Anka
- Ann-Margret
- Susan Anton
- Adam Ant
- Aerosmith
- America
- Animotion
- Ashford & Simpson
- Christopher Atkins
- Atlantic Starr
- Patti Austin
- Autograph
- Frankie Avalon

## B
- Philip Bailey
- Scott Baio
- Anita Baker
- Joby Baker
- LaVern Baker
- Bananarama
- The Bangles
- Toni Basil
- Fontella Bass
- Bay City Rollers
- The Beat
- Berlin
- The Beach Boys
- The Beastie Boys
- Pat Benatar
- Tony Bennett
- Robby Benson
- Barbi Benton
- Chuck Berry
- Elvin Bishop
- Stephen Bishop
- Blondie
- Kurtis Blow
- Oingo Boingo
- Michael Bolton
- The Boomtown Rats
- Bon Jovi
- Danny Bonaduce
- Gary U.S. Bonds
- Pat Boone
- Debby Boone
- David Bowie
- The Brady Bunch Kids (Barry Williams, Maureen McCormick, Christopher Knight, Susan Olsen, Eve Plumb, and Mike Lookinland)
- Bow Wow Wow
- The Boys
- Laura Branigan
- Bread
- Alicia Bridges
- Brothers Johnson
- James Brown
- Peter Brown
- Anita Bryant
- The Buckinghams
- Solomon Burke
- Johnny Burnette
- Rocky Burnette
- George Burns
- The Byrds
- Edd Byrnes

## C
- John Cafferty & the Beaver Brown Band
- Glen Campbell
- Cannibal & the Headhunters
- Freddy Cannon
- Captain & Tennille
- Irene Cara
- Carl Carlton
- Eric Carmen
- Kim Carnes
- The Carpenters
- Bill Carroll (musician)
- Mel Carter
- Johnny Cash
- Rosanne Cash
- David Cassidy
- Shaun Cassidy
- Champaign
- The Champs
- Harry Chapin
- Charlene
- Cher
- The Chi-Lites
- Chubby Checker
- Chic
- The Chordettes
- Lou Christie
- Wang Chung
- Roy Clark
- Patsy Cline
- The Coasters
- Eddie Cochran
- Natalie Cole
- Judy Collins
- The Commodores
- Perry Como
- Con Funk Shun
- Sam Cooke
- The Cover Girls
- The Cowsills
- Billy "Crash" Craddock
- Creedence Clearwater Revival
- Jim Croce
- Pablo Cruise
- The Crystals

## D
- Dick Dale
- Vic Damone
- England Dan & John Ford Coley
- Danny and the Juniors
- Bobby Darin
- James Darren
- Mac Davis
- Skeeter Davis
- Bobby Day
- The Dazz Band
- Jimmy Dean
- DeBarge
- Rick Dees
- The DeFranco Family
- The Del-Vikings
- The Dells
- Jackie DeShannon
- Devo
- Neil Diamond
- Dino, Desi, & Billy
- Dion and the Belmonts
- Dokken
- Fats Domino
- Troy Donahue
- Donovan
- The Doors
- Lamont Dozier
- The Drifters
- Dr. John
- Tony Dow

## E
- Sheila E.
- Sheena Easton
- Billy Eckstine
- Duane Eddy
- Electric Light Orchestra
- Yvonne Elliman
- Cass Elliot
- The Emotions
- David Essex
- Betty Everett
- The Everly Brothers
- Exposé

## F
- Shelley Fabares
- Fabian
- Adam Faith
- José Feliciano
- The 5th Dimension
- Kim Fields
- The Five Satins
- Five Star
- The Flamingos
- The Fleshtones
- A Flock of Seagulls
- The Four Lads
- The 4 Seasons
- The Four Tops
- Tennessee Ernie Ford
- Connie Francis
- Aretha Franklin
- Bobby Freeman
- Annette Funicello
- Harvey Fuqua & The Moonglows

## G
- The Gap Band
- Leif Garrett
- Siedah Garrett
- Kathy Garver
- Marvin Gaye
- Crystal Gayle
- Gloria Gaynor
- J. Geils Band
- Debbie Gibson
- Nick Gilder
- The Go-Go's
- Lesley Gore
- Robert Goulet
- Eddy Grant
- The Grass Roots
- Dobie Gray
- Buddy Greco
- Al Green
- Norman Greenbaum
- Rosey Grier
- Merv Griffin
- The Guess Who
- The Gumdrops
- Andy Gibb

## H
- Hair (entire cast)
- Haircut 100
- Bill Haley and His Comets
- Hall and Oates
- Hamilton, Joe Frank & Reynolds
- Albert Hammond
- Slim Harpo
- Corey Hart
- Dan Hartman
- Dale Hawkins
- Isaac Hayes
- Joey Heatherton
- Bobby Helms
- Patrick Hernandez
- The Hollies
- Clarence "Frogman" Henry
- Buddy Holly and the Crickets
- Rupert Holmes
- Honey Cone
- Dr. Hook
- Thelma Houston
- The Hudson Brothers
- Hues Corporation
- Brian Hyland

## I
- Billy Idol
- The Impressions
- INXS
- Iron Butterfly

## J
- Terry Jacks
- The Jackson 5
- Freddie Jackson
- Janet Jackson
- Jermaine Jackson
- Joe Jackson
- LaToya Jackson
- Marlon Jackson
- Michael Jackson
- Wanda Jackson
- Etta James
- Joni James
- Rick James
- Sonny James
- Tommy James
- Jan and Dean
- Miles Jaye
- Jefferson Airplane
- The Jets
- Sammy Johns
- Davy Jones
- Grace Jones
- Howard Jones
- Jack Jones
- Juice Newton

## K
- Katrina & the Waves
- Kitty Kallen
- K.C. and the Sunshine Band
- Eddie Kendricks
- Chaka Khan
- Greg Kihn Band
- B.B. King
- Ben E. King
- Evelyn 'Champagne' King
- Gladys Knight & the Pips
- Jean Knight
- Kool & the Gang

## L
- Labelle
- Lakeside
- Major Lance
- Cyndi Lauper
- Vicki Lawrence
- Brenda Lee
- Peggy Lee
- Julian Lennon
- Def Leppard
- Huey Lewis & the News
- Jerry Lee Lewis
- Lisa Lisa & Cult Jam
- Little Anthony and the Imperials
- Little Eva
- Little River Band
- Little Willie John
- Kenny Loggins and Jim Messina
- The Lockers
- Trini Lopez
- Los Lobos
- Love
- Darlene Love
- Love Unlimited Orchestra
- Loverboy
- The Lovin' Spoonful
- Lulu
- Frankie Lymon and the Teenagers

## M
- Mary MacGregor
- Madonna
- Madness
- The Mamas and the Papas
- Henry Mancini
- The Manhattan Transfer
- Barry Manilow
- Herbie Mann
- Hal March
- Teena Marie
- Al Martino
- Mary Jane Girls
- Johnny Mathis
- Curtis Mayfield
- C.W. McCall
- Marilyn McCoo and Billy Davis Jr.
- Gwen McCrae
- McFadden and Whitehead
- Maureen McGovern
- The McGuire Sisters
- Michael McKean and David L. Lander (Lenny and Squiggy from Laverne and Shirley)
- Don McLean
- Christine McVie
- Melissa Manchester
- Bill Medley
- Melanie
- John Mellencamp
- Harold Melvin & the Blue Notes
- Men at Work
- Sérgio Mendes
- Miami Sound Machine
- Mickey & Sylvia
- The Mike Curb Congregation
- Jody Miller
- Roger Miller
- Stephanie Mills
- Sal Mineo
- Eddie Money
- Van Morrison
- The Motels
- Alison Moyet
- The Monkees
- Chris Montez
- Mr. Mister
- Mrs. Miller

## N
- Johnny Nash
- David Naughton
- Mike Nesmith
- Robbie Nevil
- New Edition
- The Newbeats
- Wayne Newton
- Maxine Nightingale
- Night Ranger
- Leonard Nimoy
- The Nitty Gritty Dirt Band

## O
- The O'Jays
- Billy Ocean
- The Ohio Players
- Roy Orbison
- Tony Orlando
- Tony Orlando and Dawn
- Jeffrey Osborne
- Donny Osmond
- Marie Osmond
- The Osmonds
- Bachman-Turner Overdrive

## P
- Patti Page
- Robert Palmer
- Ray Parker Jr.
- John Parr
- Paul Petersen
- Freda Payne
- Peaches & Herb
- Pebbles
- Peter, Paul & Mary
- Bernadette Peters
- Bobby "Boris" Pickett
- Pink Floyd
- Gene Pitney
- The Platters
- The Pointer Sisters
- Bonnie Pointer
- Pratt & McClain
- Billy Preston
- Pretty Poison
- Prime Time
- Prince
- Psychedelic Furs
- Public Image Ltd.
- Gary Puckett & The Union Gap

## Q
- Quarterflash

## R
- Eddie Rabbitt
- The Raes
- Tony Randall
- The Raspberries
- Rare Earth
- Lou Rawls
- Johnnie Ray
- Susan Raye
- Raydio
- Real Life
- Otis Redding
- Helen Reddy
- Della Reese
- R.E.M.
- Martha Reeves and the Vandellas
- Paul Revere and the Raiders
- Cliff Richard
- Little Richard
- Lionel Richie
- The Righteous Brothers
- Jeannie C. Riley
- Minnie Riperton
- Rodney Allen Rippy
- Johnny Rivers
- Smokey Robinson
- Smokey Robinson and The Miracles
- Vicki Sue Robinson
- Jimmie Rodgers
- Tommy Roe
- Kenny Rogers
- Roy Rogers and Dale Evans
- The Romantics
- Don Rondo
- Linda Ronstadt
- Rose Royce
- David Ruffin
- Jimmy Ruffin
- Rufus
- Run-D.M.C.
- Patrice Rushen
- Bobby Rydell

## S
- Buffy Sainte-Marie
- Sam & Dave
- Tommy Sands
- Samantha Sang
- Scandal
- John Sebastian
- Neil Sedaka
- Michael Sembello
- Shalamar
- Ravi Shankar
- Shannon
- Del Shannon
- Dee Dee Sharp
- Dinah Shore
- The Shirelles
- Richard Simmons
- Paul Simon and Art Garfunkel
- Simple Minds
- Nancy Sinatra
- Slade
- Sister Sledge
- Grace Slick
- Sonny & Cher
- Jimmy Soul
- J.D. Souther
- The Spinners
- The Spiral Staircase
- Buffalo Springfield
- Dusty Springfield
- Rick Springfield
- Squeeze
- Frank Stallone
- The Staple Singers
- Edwin Starr
- Steely Dan
- Steppenwolf
- Connie Stevens
- Ray Stevens
- Stephen Stills
- Jermaine Stewart
- Strawberry Alarm Clock
- The Stray Cats
- The Sugarhill Gang
- Donna Summer
- The Supremes
- The Sylvers
- Sylvester

## T
- Talking Heads
- A Taste of Honey
- Tavares
- James Taylor
- Johnnie Taylor
- Tears For Fears
- The Temptations
- B.J. Thomas
- Carla Thomas
- Rufus Thomas
- Three Dog Night
- Thompson Twins
- George Thorogood & the Destroyers
- Tiffany
- Johnny Tillotson
- The Time
- Mel Torme
- Joey Travolta
- John Travolta
- Tanya Tucker
- Ike and Tina Turner
- The Turtles
- Tommy Tutone
- Conway Twitty
- Bonnie Tyler

## U
- UB 40
- Leslie Uggams

## V
- Jerry Vale
- Ritchie Valens
- Frankie Valli
- Luther Vandross
- Sarah Vaughan
- Bobby Vee
- The Village People
- Gene Vincent & His Blue Caps
- Bobby Vinton

## W
- Jack Wagner
- John Waite
- Junior Walker & the All-Stars
- War
- Anita Ward
- Jennifer Warnes
- Dionne Warwick
- Jody Watley
- We Five
- Mary Wells
- The Whispers
- Johnny Whitaker
- Barry White
- Wild Cherry
- Andy Williams
- Deniece Williams
- Al Wilson
- Jackie Wilson
- Bill Withers
- Bobby Womack
- Stevie Wonder
- Tom Wopat
- Gary Wright

## Y
- Timi Yuro
- "Weird Al" Yankovic
- Yarbrough & Peoples
- Paul Young